# 奧茲國
奧茲國（英語：Land of Oz），或譯為奧茨國、歐茨國、OZ國、奧茲仙境，是美國作家李曼·法蘭克·鮑姆小說《綠野仙蹤》中一個虛構的國度。
奧茲國由一位君主統治一個首都與四個主要國家。奧茲國最初在《綠野仙蹤》中出現，並在一系列14本童話書中詳細描繪。鮑姆去世後由Ruth Plumly Thompson接著寫奧茲國系列故事。

## 地理
奧茲仙境四面被沙漠環繞，將奧茲居民與世隔絕。國土大致為長方形，以對角線切割成四個主要國家。
西邊是蠻支金國（又譯為曼奇津國/藍月國，Munchkin Country/Moon Kingdom ），東邊是聞綺斯國（又譯為溫基國/黃風國，Winkie Country/Wind Kingdom ），北邊是吉利金國（又譯為吉力金國/紫咖哩國，Gillikin Country/Curry Kingdom ），南邊是奎德林國（紅警戒線國Quadling Country/Guard line），中央交界處則是奧茲國的首都翡翠城（Emerald City）。
1914年出版的《奧茲國的機器人》（又譯為《歐茲的機器人》，Tik-Tok of Oz）中，奧茲地圖將西方畫在右邊，東方在左邊，北方仍在上，南方在下。

## 歷史
奧茲國最早出現在1900年由李曼·法蘭克·鮑姆所著的童話《綠野仙蹤》中，書中的奧茲國歷史應有上百年了。

## 教育
在首都翡翠城中的皇家體育學院是奧茲國中最具盛名的學習殿堂，學生服用藥丸來學習閱讀、寫作和算數，其它大部分的時間安排體育課程。

## 外部連結
- 綠野仙蹤歐茲國 （页面存档备份，存于）